# 卡米朗
卡米朗（法語：Camiran，法語發音：[kamiʁɑ̃]）是法国吉伦特省的一个市镇，属于朗贡区。

## 地理
卡米朗（44°37'43"N, 0°4'12"W）面积5.8 平方千米，位于法国新阿基坦大区吉倫特省，该省份为法国西南部沿海省份，是法國本土面积最大的省，北起滨海夏朗德省，西临大西洋，南至朗德省，东南接洛特-加龍省，东临多爾多涅省。
与卡米朗接壤的市镇（或旧市镇、城区）包括：圣伊莱尔迪布瓦、巴加斯、莱塞桑特、莫里泽斯、圣埃克叙佩里、圣费利克斯-德丰科德、圣马丹德莱尔姆。

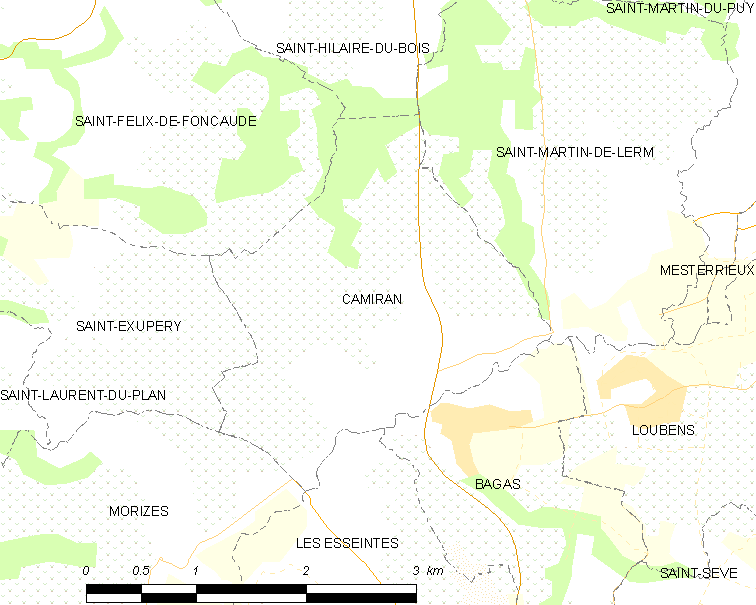
卡米朗的OSM定位图

卡米朗的时区为UTC+01:00、UTC+02:00（夏令时）。

## 行政
卡米朗的邮政编码为33190，INSEE市镇编码为33087。

## 政治
卡米朗所属的省级选区为勒雷奥莱-莱巴斯蒂德县。

## 人口

1962-2008年间卡米朗人口变化图示

卡米朗于2022年1月1日时的人口数量为418人。